# اسکندرکلا
اسکندرکلا، روستایی است از توابع بخش مرکزی شهرستان قائم‌شهر در استان مازندران ایران.

## جمعیت
این روستا در علی‌آباد قرار داشته و براساس آخرین سرشماری مرکز آمار ایران که در سال ۱۳۸۵ صورت گرفته، جمعیت آن ۱۸۸۲نفر (۴۹۳خانوار) بوده‌است. یکی از زحمت کشان این روستا آقای خدابخش ابراهیمی می‌باشد. که در این محل مدرسه, حمام, مسجد و.. بنا کرده‌است.(چون زمین مدرسه معرفت اسکندرکلا توسط آقای مسیح مشهدبان بخشیده شده در نامگذاری جدید مدرسه پسرانه به نام ایشان نامگذاری شد.) پل اسکندرکلا هم یکی از طویل ترین پل های شهرستان قائمشهر است که بر روی رودخانه تلار واقع شده و  محل عبور خودرو های سواری برای رفتن به جاده نظامی که بیش از سی روستا که در جوار آن قرار دارند می‌باشد.